# راه‌دوک بزرگ
راه‌دوک بزرگ یا کوکوی دونده بزرگ (نام علمی: Geococcyx californianus) پرندهای پادراز از تیرهٔ کوکویان (Cuculidae)، از منطقه Aridoamerica در جنوب غربی ایالات متحده و مکزیک است. نام علمی به معنای «کوکوی زمینی کالیفرنیایی» است. همراه با رودرانر کوچکتر، یکی از دو گونه در سردهٔ کوکوهای دونده (Geococcyx) است. این کوکوی دونده با نام‌های خروس چاپارال، کوکوی زمینی و مار کش نیز شناخته می‌شود.

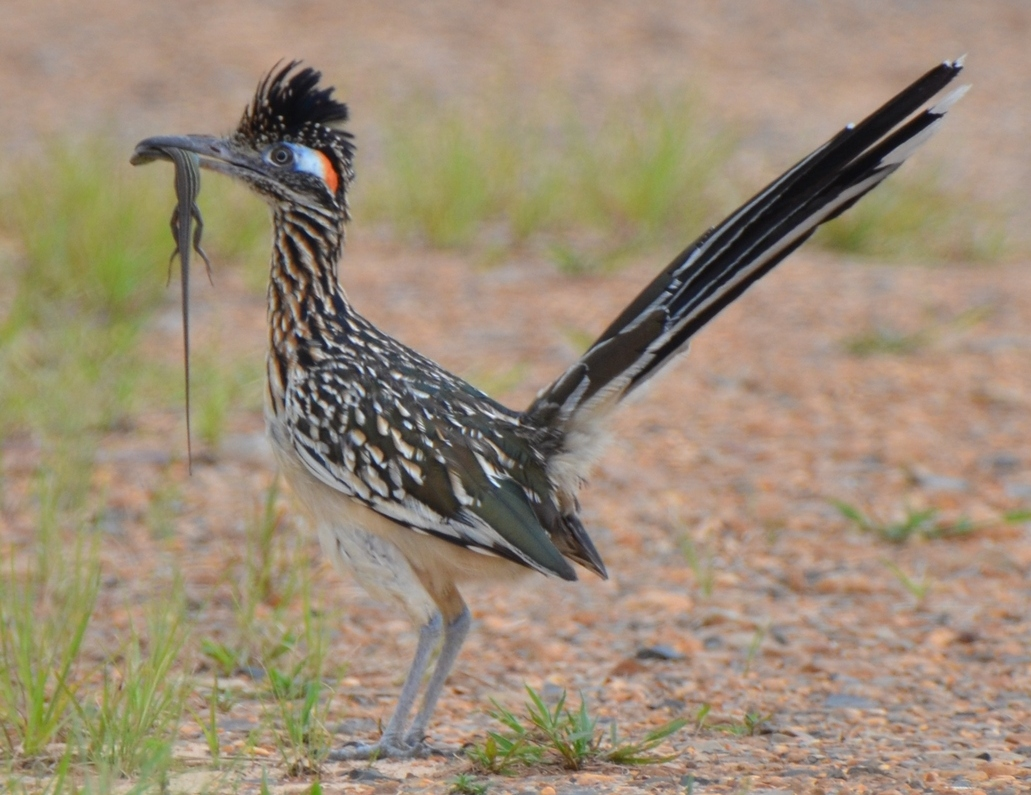
با یک تیزروک شش‌نواره

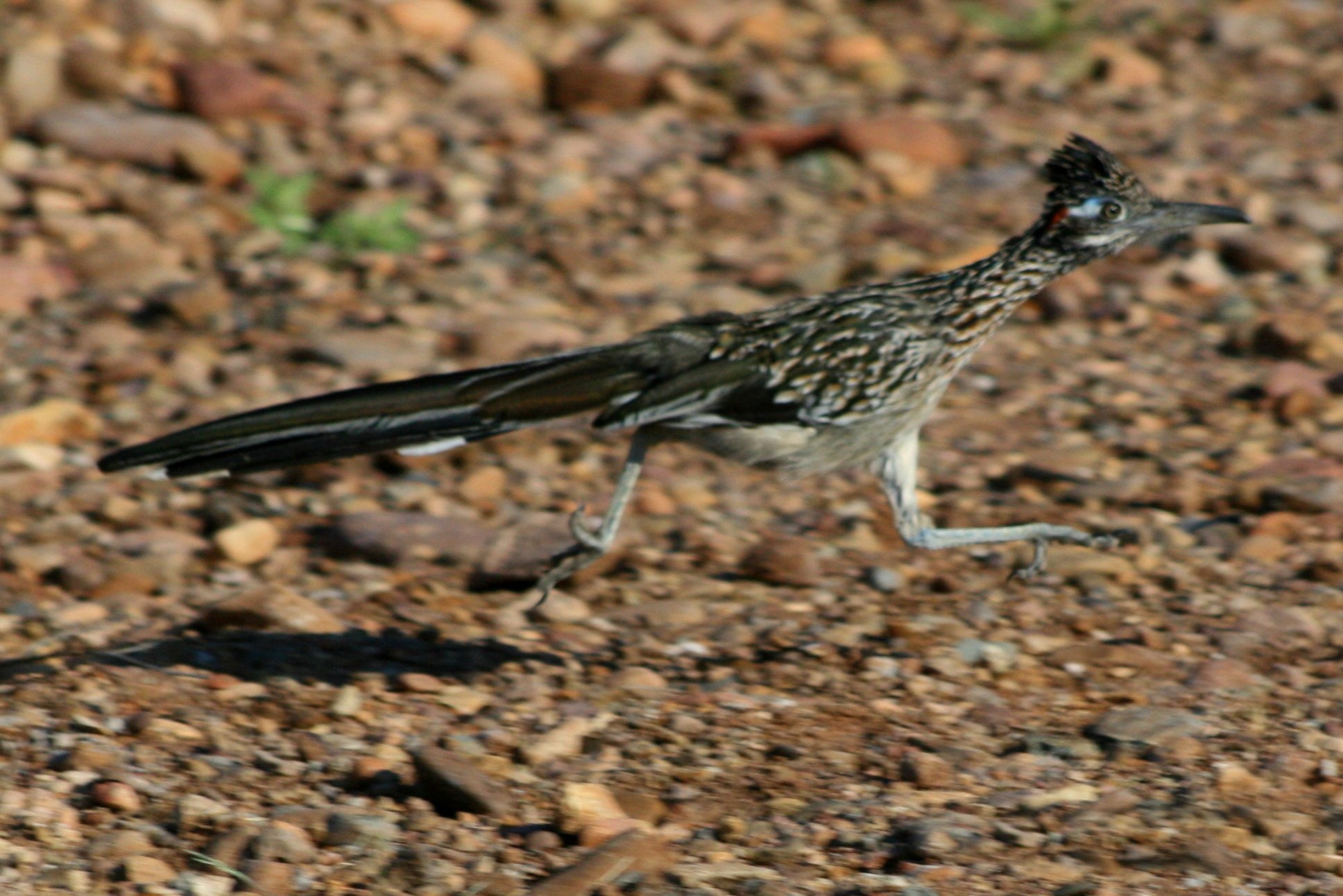
کوکوی دونده بزرگ در حال دویدن